# Владо Божовић
Владимир Владо Божовић (Подгорица, 12. новембар 1915 — Подгорица, 12. април 2010) био је учесник Народноослободилачке борбе, друштвено-политички радник СР Црне Горе и народни херој Југославије.

## Биографија
Рођен је 12. новембра 1915. године у Подгорици. Основну школу и три разреда гимназије завршио је у Подгорици. Пошто је потицао из сиромашне породице, када му је умро отац Никола, морао је да напусти школовање и запосли се. Најпре је радио као намештеник у „Сингеру“, а касније као трговачки путник. 
Веома рано је приступио револуционарном радничком покрету и веома се истицао својом активношћу у разним спортским организацијама, које су биле под утицајем, тада илегалне Комунистичке партије Југославије, као на пример Раднички спортски клуб „Будућност“. Био је активан и у раду Уједињених радничких синдиката Југославије у Подгорици. У чланство Комунистичке партије Југославије је примљен октобра 1934. године. 
Јуна 1936. године је био један од организатора и учесника великих антирежимских демонстрација на Белведеру, код Цетиња. Када је 1936. године избила велика полицијскиа провала у партијску организацију у Црној Гори, прешао је у илегалу. Године 1937. је постао секретар Месног комитета КПЈ за Подгорицу, од 1938. до 1941. године је био организациони секретар Покрајинског комитета СКОЈ-а за Црну Гору. Због партијско-револуционарног рада виђе пута је хапшен и прогањан од полиције у Подгорици, Никшићу, Цетињу и Мостару.
После Априлског рата и окупације Краљевине Југославије, 1941. године, активно је радио на организовању Тринаестојулског устанка народа Црне Горе. Најпре је био политички комесар Првог рогамског герилског одреда. Са групом бораца из овог одреда истакао се на самом почетку устанка, у борби против Италијана на Тријепчу и Дољанској Главици и дизањем у ваздух моста код Врањских њива. Крајем лета 1941. године, после јењавања устанка, као члан Покрајинског комитета СКОЈ-а за Црну Гору, повучен је из јединице у позадину на политички рад. 
По партијком задатку, радио је на припремама за Покрајинске омладинске конференције за Црну Гору. Тада је обишао колашински, андријевички и берански срез и учествовао у довођењу делегата ових срезова на Покрајинску конференцију омладине Црне Горе, одржану 30. новембра 1941. године у Копиљу, код Подгорице. После ове конференције, враћен је поново у јединицу - постављен је за заменика политичког комесара Зетског партизанског одреда. 
Јуна 1942. године постављен је за политичког комесара Омладинског батаљона, а потом за политичког комесара Трећег батаљона „Бајо Секулић“ Четврте пролетерске црногорске ударне бригаде. У борби на Купресу, августа 1942. године био је тешко рањен. После оздрављења, пребачен је у Четврту кордунашку бригаду где је обављао функцију руководиоца Политодјела бригаде. У борбама ове бригаде, био је два пута рањен - код Тржића, крајем 1942. и код Виводине, на Жумберку, почетком 1943. године. У пролеће 1943. године, после завршетка Четврте непријатељске офанзиве, Централни комитет Комунистичке партије Хрватске поставља га за руководиоца Политодјела Седме банијске ударне дивизије. Са овом дивизијом учествовао је у борбама до краја рата. 
После ослобођења Југославије, 1945. године, обављао је разне одговорне друштвено-политичке функције у Црној Гори. Најпре је био председник Земаљског одбора Савеза синдиката Црне Горе и члан Покрајинског комитета КПЈ за Црну Гору. Од 1948. до 1951. године био је министар за индустрију у Влади Народне Републике Црне Горе. Потом је поново био председник Главног одбора Савеза синдиката Црне Горе. Од 1953. године је био члан Извршног већа Народне скупштине НР Црне Горе.
Године 1948. на Оснивачком конгресу Комунистичке партије Црне Горе изабран је за члана Централног комитета и Политбироа. Извесно време је био председник Контролне комисије ЦК КП Црне Горе, а од 1952. године је био члан Извршног комитета Централног комитета Савеза комуниста Црне Горе и секретар Градског комитета Савеза комуниста Титограда. Био је председник Земаљског већа Народне технике Црне Горе и председник Фудбалског савеза Црне Горе. 
Биран је за народног посланика Народне скупштине Црне Горе, до 1946. до 1954. и посланика Савезне скупштине ФНРЈ, од 1954. до 1958. године. Од 1963. године је био председник Главног одбора СУБНОР-а Црне Горе. Имао је чин резервног пуковника ЈНА.
Умро је 13. априла 2010. године у Подгорици. 
Носилац је Партизанске споменице 1941. и других југословенских одликовања. Орденом народног хероја одликован је 27. новембра 1953. године.